# Timanco
Timanco (- 1538) fue un joven cacique o señor de los indígenas Yalcónes. Hijo de La Gaitana, mujer nativa de los pueblos asentados en lo que hoy es el sur del departamento del Huila, al sur de Colombia.

## Historia
Timanco  pasa a la historia por su gesto altivo de no rendir pleitesía, ni pagar tributo al capitán español Pedro de Añasco quien lo mandó a llamar y no acudió. En 1538 Añasco da la orden de buscarlo y ejecutarlo como escarmiento. En una noche llega sorpresivamente capitán acompañado de 19 hombres al poblado que hoy es la plaza o parque central del municipio de Timaná, y lo queman vivo frente de la Gaitana.1 Luego del crimen la cacica organiza con apoyo del Cacique Pigoanza y varios pueblos indígenas como Timanaes, Piramas, Guanacas, Andaquies, Panaos, y Paeces entre otras tribus de la región, capturan a Añasco y lo matan lentamente como venganza por la muerte de su hijo Timanco
La tragedia de la muerte de Timanco es contada a través del Monumento La Gaitana, monumental obra en la ciudad de Neiva. En esta obra el cacique Timanco es representado con arco tensado en la mano derecha, máscara de águila, en veloz vuelo; así era como los aborígenes Yalcónes creían se transformarían luego de la muerte.
En homenaje a su legado han realizado monumentos, y el nombre del cacique ha sido utilizado por el Ejército Nacional de Colombia para bautizar uno de sus batallones, los habitantes de Neiva inauguraron uno de los barrios más populares y la Asamblea Departamental exalta a través de la condecoración Orden Cacique Timaco a ilustres personajes y entidades.